# Hanslmühle (Markt Schwaben)
Hanslmühle ist ein Ortsteil der Gemeinde Markt Schwaben im Landkreis Ebersberg in Bayern, Regierungsbezirk Oberbayern.
Die Einöde liegt östlich vom Ort Markt Schwaben an der Anzinger Sempt. Einzige Verkehrsverbindung ist der Hanslmüllerweg, der die Siedlung mit Markt Schwaben verbindet. In Hanslmühle befindet sich unter anderem der Stützpunkt des Ortsverbandes des Technischen Hilfswerks.

## Geschichte

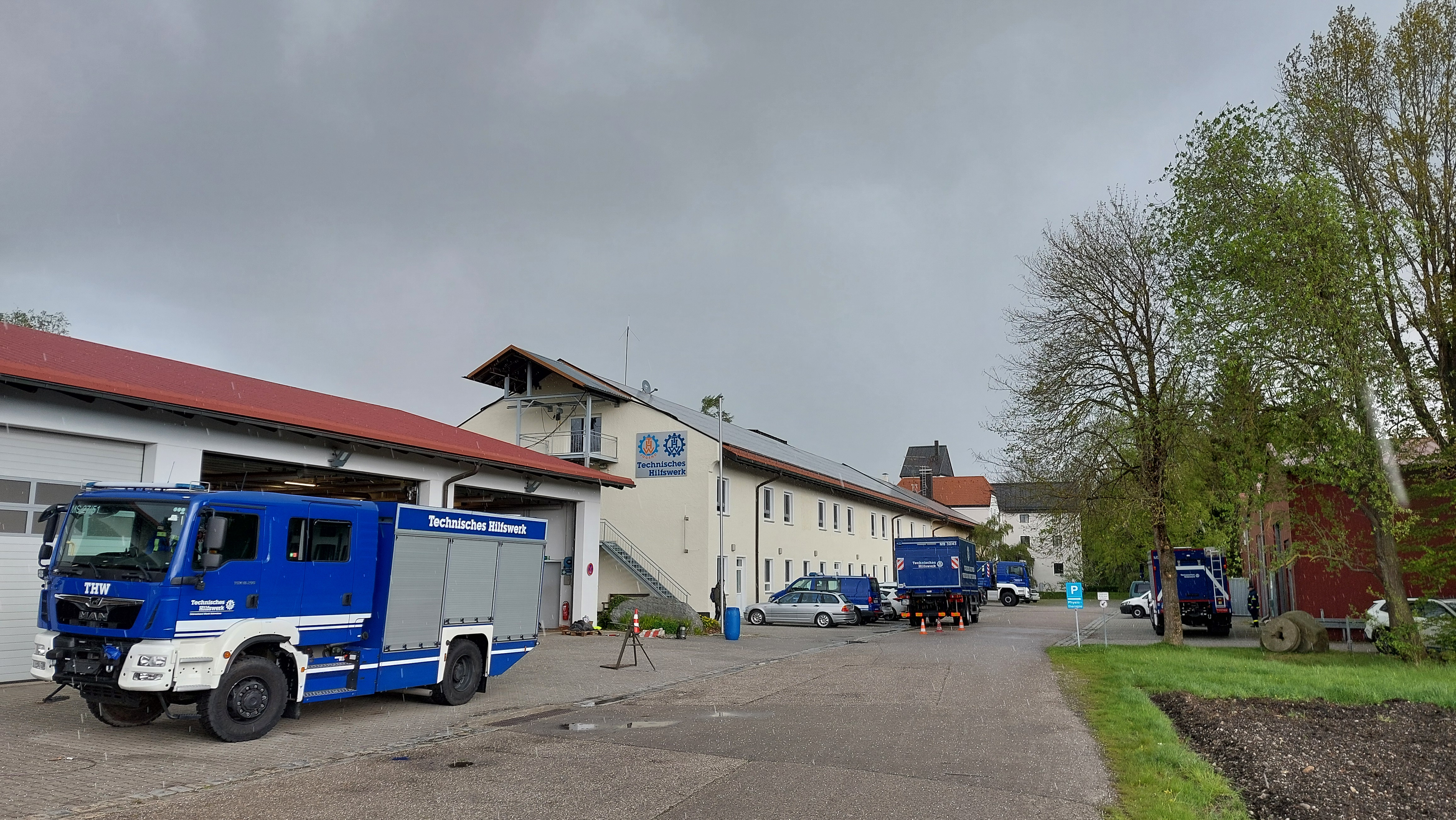
Der Stützpunkt des THW

Im herzoglichen Urbar von 1269/71 wird die Hanslmühle als Eigentum der Wittelsbacher genannt. Im Laufe der Zeit trug die Mühle verschiedene Namen, wie Henselmühl, Küntzelmul, Obermül oder Hänßlmühl.
1890 wird das Sägegebäude neugebaut, 1901 entsteht eine Kunstmühle. 1924 wird die Mühle um ein Stockwerk erhöht und 1930 ein Motorenhaus gebaut. 1948 wird eine Turbine eingebaut. 1962/63 entsteht an der Stelle des Stalles ein Wohnhaus und 1995/96 ein Bürogebäude, in dem nun das THW untergebracht ist.